# Pointe de Bertol
La Pointe de Bertol (3.499 m s.l.m.) è una montagna della Catena Bouquetins-Cervino nelle Alpi Pennine. si trova in Svizzera (Canton Vallese).

## Caratteristiche
La montagna è collocata nell'alta Val d'Herens tra il vallone che conduce ad Arolla e quello che conduce a Ferpècle. Si trova a sud della Aiguille de la Tsa.
Lungo la cresta che dal monte scende al Col de Bertol si trova la Cabane de Bertol (3.311 m).